# Macelo de Nápoles
Macelo de Nápoles foi o mercado de provisões (macelo) situado na colônia romana de Neápolis, atualmente conhecida como Nápoles. A primeira construção na área do macelo remonta ao século V/IV a.C., quando o local abrigava a ágora dos colonos gregos. Após Neápolis tornar-se uma possessão romana, a ágora foi eventualmente transformada em um macelo na 2ª metade do século I. Esta estrutura foi coberta por um deslizamento de terra no século V, provavelmente como resultado duma inundação. Uma antiga basílica cristã foi construída sobre os restos do macelo coberto. Ao longo dos séculos esta basílica foi substituída pela atual Basílica de São Lourenço Maior.
A entrada principal do macelo deve ter se aberto ao nível do solo da Via do Tribunal, e ligou-a ao nível mais baixo do monumento, no nível do estênopo da precedente ágora. O macelo consistia numa área retangular com pórtico, que abria-se para várias tabernas, e um pátio interno pavimentado com mosaicos de lajes de mármore branco, no centro do qual havia um tolo. O pórtico era pavimentado com mármore. Do tolo restam apenas suas fundações, três degraus cobertos com placas de mármore, e parte do sistema de drenagem de terracota. As tabernas do macelo foram encontradas a oeste, abaixo do teto do claustro da basílica, e a leste, abaixo da sala de reuniões do período angevino. Os muros que dividem-as foram feitos de tijolos e há vestígios de restaurações posteriores, por exemplo fachadas em opus reticulatum. Em direção ao sul há nove tabernas partidas ao meio, cada uma consistindo em duas salas que se comunicam, com abóbadas de berço, uma fachada em tijolos, e muros externos e divisórias feitos de opus reticulatum. Dentro destas tabernas encontrou-se um fogão.
Em direção ao sul o sistema de tabernas é ligado a um criptopórtico, que consiste num longo corredor sob uma fundação construída com a técnica do tijolo reticulado com arcos feitos com tijolo marcados por abóbadas de berço, que se dividem em pequenas salas que se comunicam. A fachada, erigida no século VI a.C. com blocos de tufo amarelo, é utilizada como muro de sustentação. Nos muros do criptopórtico há amplos bancos, que poderiam ter sido usados como camas ou balcões para os alimentos. Seguindo este edifício para sudoeste e oeste, há várias salas com piso decorado e paredes cladeadas em materiais reciclados das estruturas de bloco de tufo que as precedem. Por fim, o criptopórtico se abre num nível inferior, na mesma altura do estênopo.